# Antracicline
Le antracicline sono una categoria di farmaci antitumorali. I capostipiti della categoria sono la doxorubicina (DOX) e la daunorubicina (DNR), due antibiotici isolati per la prima volta nel 1960 dallo Streptomyces peucetius nei laboratori di Farmitalia.

## Struttura chimica e proprietà

doxorubicina

daunorubicina

DOX e DNR, dal punto di vista strutturale, hanno in comune una porzione agliconica e una porzione glucidica. L'aglicone è una struttura di 4 anelli condensati chiamata tetracenica, che presenta un chinone sull'anello C adiacente a un idrochinone sull'anello B. Contiene inoltre un gruppo metossile sul C-4, nell'anello D, e una piccola catena al C-9 contenente un gruppo carbonilico.
Lo zucchero, chiamato daunosammina, è attaccato tramite legame glicosidico al C-7, all'anello A, ed è costituito da una porzione 3-ammino-2,3,6-trideossi-L-fucosilica.
L'unica differenza tra DOX e DNR è che la catena laterale nel C-9 termina per la prima con un gruppo ossidrile alcolico primario -CH2OH mentre l'altra termina con un semplice metile. Questa piccola differenza dal punto di vista strutturale ha importanti ripercussioni sullo spettro d'azione e sulla potenza dei due farmaci.
Il gruppo carbonilico in posizione 14 dell'anello antracenico di DOX e DNR, è importante sia dal punto di vista farmacodinamico che tossicologico. Infatti quando questo viene metabolizzato a gruppo alcolico secondario da alcune reduttasi citosoliche, l'attività del farmaco diminuisce in maniera significativa; dall'altro lato la formazione dei derivati alcolici secondari, DOXolo e DNRolo, è alla base della cardiotossicità cronica che si manifesta in seguito a somministrazioni dei farmaci in dosi cumulative maggiori di 450-600 mg/m2.
L'importanza della porzione daunosamminica è stata dimostrata dal fatto che la forma agliconica dei due farmaci non ha attività antitumorale. In aggiunta, i farmaci di nuova generazione che presentano piccole modifiche strutturali a livello dell'amminozucchero presentano una minore cardiotossicità, .

## Meccanismo d'azione
Le antracicline impattano pesantemente sui processi cellulari, poiché operano attraverso una moltitudine di meccanismi, di cui quattro sono quelli che sappiamo essere con certezza più rilevanti, nonostante non si sappia esattamente quale di questi sia il maggiore responsabile dell'efficacia e in che misura:
- Inibizione della topoisomerasi IIα con conseguente rottura bifilamentosa del DNA;
- Intercalazione del DNA con conseguente blocco della sintesi di DNA o RNA;
- Formazione di radicali (sia ROS che semichinonici) con conseguente aumento dello stress ossidativo;
- Legame alle membrane cellulari con conseguente alterazione della fluidità di membrana e dell'attività dei trasporti ionici.

Molto probabilmente la rilevanza di questi meccanismi varia a seconda del tumore trattato, poiché alcuni sono più sensibili d'altri ad alcuni meccanismi e, in certi casi, possono verificarsi forme di resistenza che quindi variano la rilevanza relativa del meccanismo altrimenti predominante.

## Usi clinici
La doxorubicina (o adriamicina), uno tra i farmaci antineoplastici più importanti, ha applicazioni cliniche di rilievo nel carcinoma mammario, dell'endometrio, delle ovaie, dei testicoli, della tiroide, dei polmoni e nel trattamento di alcuni sarcomi tra cui il neuroblastoma, il sarcoma di Ewing, l'osteosarcoma e il rabdomiosarcoma, mentre la principale indicazione clinica della daunorubicina è la leucemia mieloide acuta. La DOX è inoltre utile nel trattamento di neoplasie maligne del tessuto emolinfopoietico come mieloma multiplo, linfoma di Hodgkin e linfoma non Hodgkin.
Dall'altro lato la daunorubicina ha uno spettro d'azione molto più ristretto e un'efficacia minore sui tumori solidi, viene pertanto utilizzata con discreto successo nel trattamento della leucemia acuta nei confronti della quale il farmaco ha una potenza maggiore rispetto a quella mostrata dalla doxorubicina. 
Tuttavia, similmente a molti altri agenti anticancro, l'utilizzo clinico sia di DOX che di DNR è fortemente ostacolato da seri problemi come lo sviluppo della farmacoresistenza in cellule tumorali o tossicità in cellule sane. Nel caso di queste due antracicline, l'effetto tossico più importante è rappresentato dall'insorgenza di una cardiopatia caratteristica, sia in forma acuta che in forma cronica. Per aggirare questo problema si tende a fissare la dose massima cumulativa a tra i 450 ai 600 mg/m2 o a utilizzarlo in associazione con altri agenti antitumorali quali ciclofosfamide, cisplatino e nitroso-uree.
Negli ultimi due decenni sono stati fatti numerosi tentativi di costruire una nuova antraciclina che avesse una maggiore attività e una minore tossicità cardiaca. La ricerca di una migliore antraciclina ha portato alla costruzione di circa 2000 composti analoghi derivati da modifiche di DOX e DNR apportate alla porzione zuccherina, alla porzione agliconica e alla catena laterale. Tuttavia al giorno d'oggi soltanto pochissimi analoghi hanno raggiunto la fase di sperimentazione clinica; tra questi la epirubicina (EPI) e la idarubicina (IDA) godono di una popolarità come utili alternative alla DOX e alla DNR rispettivamente.

## Effetti collaterali
Le antracicline sono risultate agenti cancerogeni, mutageni, teratogeni e genotossici nei ratti e nell'uomo (), pur essendo utilizzate nella chemioterapia.
Alle antracicline è associata anche la generazione di () cardiomiopatie acute e croniche.. La Commissione Oncologica Nazionale ha emanato delle linee guida, riprese dalla Conferenza permanente Stato-regioni, per gli operatori di settore a contatto con farmaci chemioterapici. Fra le sostanze riconosciute dalla IARC come cancerogene per l'uomo: Butanediolo dimetansulfonato (Myleran), Ciclofosfamide, Clorambucil, 1(2-Cloretil)-3(4-metilcicloesil)-1-nitrosurea (semustina, Metil-CCNU), Melphalan - MOPP (ed altre miscele contenenti alchilanti), N,N-Bis-(2-cloroetil)-2-naftilamina (Clornafazina), Tris(1-aziridinil) fosfinsolfuro (Tiotepa). A questi si aggiungono una serie di sostanze valutate come probabili cancerogeni per l'uomo: adriamicina, arapitidina, 1 (2-cloroetil)-cicloesil-1-nitrosurea (CCNU), mostarde azotate, procarbazina.
Uno studio del 2022 condotto su malati di tumore al seno ha evidenziato una forte correlazione fra i livelli plasmatici di emopessina e la tossicità cardiaca precoce, suggerendo che questa proteina è un biomarcatore del rischio di insufficienza cardiaca provocato dalla chemio e la base per una terapia protettiva contro lo stesso.